# Секкья (река)
Се́ккья (итал. Secchia; лат. Gabellus, Secia, Secula) — река в Италии, правый приток По, протекает по территории провинций Реджо-нель-Эмилия, Модена и Мантуя. Длина реки составляет 172 км. Площадь водосборного бассейна — 2292 км². Расход воды — 42 м³/с.
Начинается на высоте около 1400 м над уровнем моря, со склонов горы Альпе-ди-Суччизо у перевала Черрето в Тоскано-Эмилианских Апеннинах. От истока течёт преимущественно на северо-восток, в низовье — на север. Впадает в По напротив Сустиненте в 5 км к востоку от Сан-Бенедетто-По.